# 格莱努兹
格莱努兹（法語：Glénouze，法語發音：[ɡlenuz]）是法国新阿基坦大区维埃纳省的一个市镇，位于该省西北部，属于沙泰勒罗区。

## 地理
格莱努兹（46°59'47"N, 0°0'30"W）面积9.65 平方千米，位于法国新阿基坦大区维埃纳省，该省份为法国中西部省份，北起曼恩-卢瓦尔省和安德尔-卢瓦尔省，西接德塞夫勒省，南至夏朗德省，东南接上维埃纳省，东临安德尔省。
与格莱努兹接壤的市镇（或旧市镇、城区）包括：莱特鲁瓦穆捷、迪沃河畔屈尔赛、穆泰尔勒西利、朗通、圣朗。

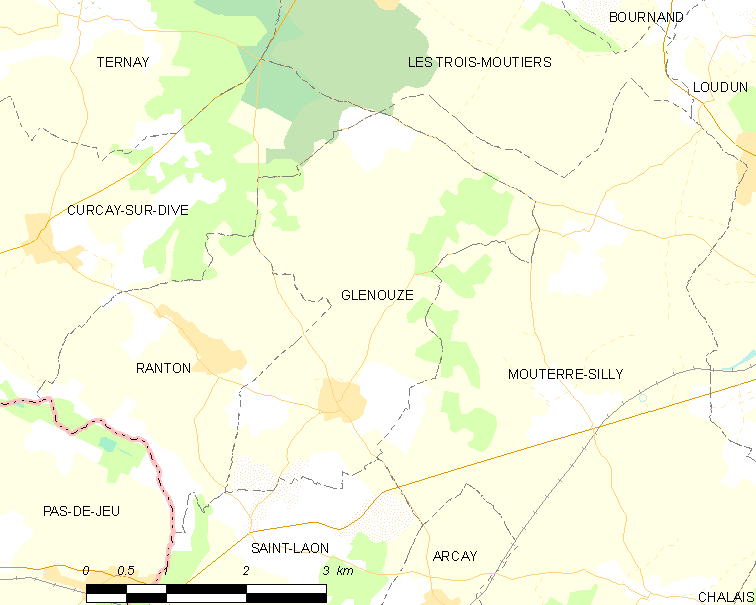
格莱努兹的OSM定位图

格莱努兹的时区为UTC+01:00、UTC+02:00（夏令时）。

## 行政
格莱努兹的邮政编码为86200，INSEE市镇编码为86106。

## 政治
格莱努兹所属的省级选区为卢丹县。

## 人口

1962-2008年间格莱努兹人口变化图示

格莱努兹于2022年1月1日时的人口数量为100人。